# Aktion T4
Aktion T4 (pronunciado [akˈtsi̯oːn teː fiːɐ]; Ação T4) foi o nome usado nos julgamentos pós-Segunda Guerra Mundial para o programa de eugenismo e eutanásia da Alemanha nazista, durante o qual médicos assassinaram centenas de pessoas consideradas por eles "incuravelmente doentes, através de exame médico crítico". O programa ocorreu oficialmente de setembro de 1939 a agosto de 1941, mas continuou de modo não-oficial até o fim do regime nazista em 1945.
Durante a fase oficial de Ação T4, 70 273 pessoas foram mortas, mas no Julgamento de Nuremberga encontraram evidências de que os médicos alemães e austríacos continuaram a eutanásia de doentes depois de outubro de 1941 e que cerca de 275 mil pessoas foram assassinadas sob a T4. Uma pesquisa mais recente, baseada em arquivos recuperados após 1990, dá um valor de pelo menos 200 000 pessoas com deficiência física ou intelectual que foram mortas por medicação, fome ou nas câmaras de gás entre 1939 e 1945.
O nome T4 era uma abreviação de Tiergartenstraße 4, o endereço de uma casa no bairro Tiergarten em Berlim, que foi a sede da Gemeinnützige Stiftung für Heil- und Anstaltspflege, com o nome eufemístico literalmente traduzido para o português como "Fundação de caridade para cuidados institucionais". Este órgão funcionava sob a direção do Reichsleiter Philipp Bouhler, o chefe da chancelaria privada de Hitler, e Dr. Karl Brandt médico pessoal de Hitler.
Em outubro de 1939, Hitler assinou um "decreto da eutanásia" com a data retroativa a  1 de setembro de 1939, que autorizava Bouhler e Brandt a realizarem o programa de eutanásia (traduzido para o português como segue):
"O líder do Reich Philipp Bouhler e Dr. Brandt estão encarregados da responsabilidade de ampliar a competência de certos médicos, designados pelo nome, de modo que os pacientes, baseando-se no julgamento humano [menschlichem Ermessen], que forem considerados incuráveis, podem ser-lhes concedida a morte de misericórdia [Gnadentod] após exigente diagnóstico."

## Histórico

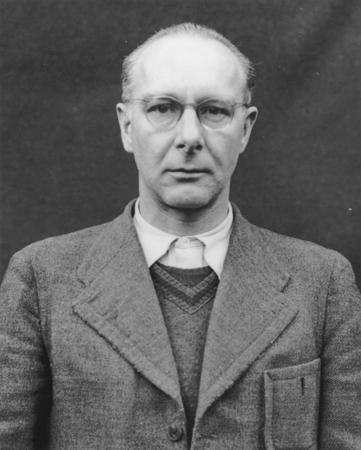
Viktor Brack, organizador do programa T4

A ideia dos higienistas raciais estava longe de ser exclusiva do movimento nazista. O conceito de darwinismo social estavam generalizados em todos os países ocidentais no início do século XX, e o movimento de eugenia teve muitos seguidores entre as pessoas mais cultas, sendo particularmente presente nos Estados Unidos. A ideia de esterilizar aqueles que possuíssem defeitos hereditários ou que exibissem o que foi considerado ser um "comportamento antissocial hereditário" foi uma ideia amplamente aceita, colocada prática como lei nos Estados Unidos (Racial Integrity Act of 1924), Suécia, Suíça e outros países. Por exemplo, entre 1935 e 1975, 63 000 pessoas foram esterilizadas por razões eugênicas na Suécia.
A sugestão de se fazer cumprir uma "higiene racial" foi um elemento essencial da ideologia de Hitler desde os seus primeiros dias. Em seu livro Mein Kampf (1924), Hitler escreveu:
"Aquele que não é física e mentalmente são e merecedor não pode perpetuar este infortúnio nos corpos de seus filhos. O estado völkische [das pessoas] tem que executar aqui sua tarefa mais gigantesca. Um dia, porém, isso aparecerá como um feito maior do que as guerras mais vitoriosas da nossa presente era burguesa."
O regime nazista começou a implementar as políticas "higienistas raciais" assim que chegou ao poder. A lei de julho de 1933, "Lei para a Prevenção de descendentes hereditariamente doentes" prescrevia a esterilização compulsória para as pessoas com uma série de condições pensadas ser hereditárias, como a esquizofrenia, a epilepsia, doença de Huntington e "imbecilidade". A esterilização também foi sugerida para o alcoolismo crônico e outras formas de desvio social.
Estima-se que 360 mil pessoas foram esterilizadas nos termos desta lei, entre 1933 e 1939. Houve algumas sugestões de que o programa devesse ser estendido a pessoas com deficiência física, mas tais ideias tiveram de ser expressas com cuidado, uma vez que uma das figuras mais poderosas do regime, Joseph Goebbels, tinha uma perna deformada. Philipp Bouhler mesmo tinha mobilidade limitada, resultada de ferimentos de guerra nas pernas. Depois de 1937, a escassez de mão de obra na Alemanha, decorrente do programa de rearmamento fez significar que qualquer um capaz de trabalhar era considerado "útil" e seria dispensado da lei, assim a taxa de esterilização diminuiu.
A tomada de milhares de cérebros das vítimas de eutanásia demonstrou a forma como a pesquisa estava ligada aos assassinatos médicos.

## Implementação

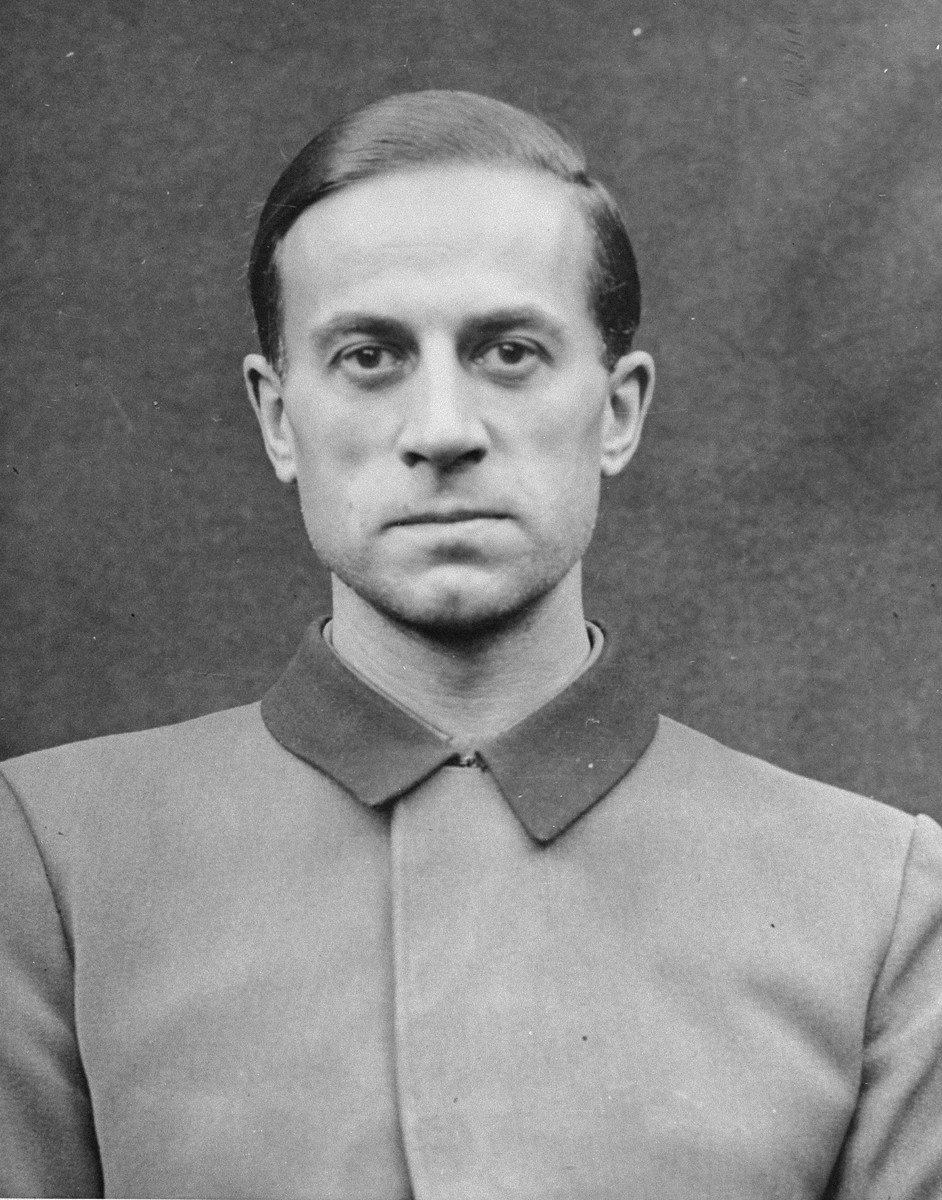
Dr. Karl Brandt, médico pessoal de Hitler e organizador do Aktion T4

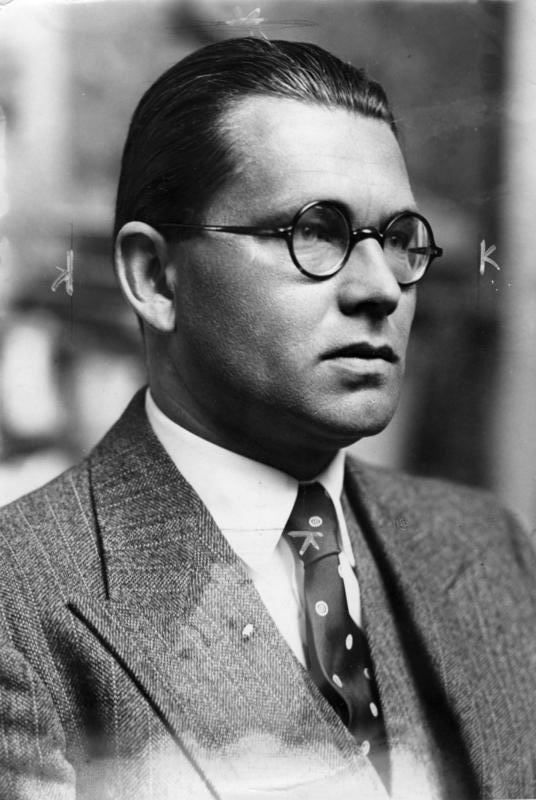
Philipp Bouhler, chefe do programa T4

Embora oficialmente iniciada em setembro de 1939, a Ação T4 pode ter sido iniciada de modo experimental; no final de 1938, Adolf Hitler instruiu seu médico Karl Brandt para avaliar o pedido de uma família para um "golpe de misericórdia" ao seu filho cego e com deficiência física, o menino foi eventualmente morto em julho de 1939. Hitler instruiu Brandt a proceder da mesma forma em casos semelhantes. A fundação do "Comitê do Reich para o Registro Científico de doenças hereditárias e congênitas, para preparar e prosseguir com a matança maciça e em segredo de crianças ocorreu em maio de 1939 e a respectiva ordem secreta para iniciar o registro de crianças doentes, ocorreu em 18 de agosto de 1939, três semanas após o assassinato do menino mencionado.
Hitler era a favor de matar aqueles a quem julgou "vida indigna de ser vivida" (do alemão: "Lebensunwertes Leben"). Em uma conferência de 1939, com o ministro da Saúde Leonardo Conti e o chefe da Chancelaria do Reich, Hans Lammers, poucos meses antes do decreto da eutanásia, Hitler deu como exemplos de "vida indigna de ser vivida" a dos doentes mentais graves, pessoas que ele acreditava que só poderiam ser alojadas em serragem ou areia, porque eles "perpetuamente se sujavam", ou que "colocavam seus próprios excrementos em suas bocas, os comiam e assim por diante".
Tanto seu médico, Dr. Karl Brandt e o chefe da Chancelaria do Reich, Hans Lammers, testificaram depois da guerra que Hitler lhes havia dito já em 1933, no momento em que a lei de esterilização foi aprovada, que ele favoreceu matar os doentes incuráveis, mas reconheceu que a opinião pública não aceitaria isso. Em 1935, Hitler disse ao líder dos Médicos do Reich, Dr. Gerhard Wagner, que a questão não poderia ser tomada em tempo de paz: "Tal problema poderia ser mais suave e facilmente resolvido em guerra ", disse ele. Ele escreveu, "só um caso de uma guerra radical para resolver o problema dos manicômios".
A guerra também deu esse a problema uma nova urgência para os olhos do regime nazista. Pessoas com deficiências graves, mesmo após serem esterilizadas, ainda precisavam de cuidados institucionais. Elas ocupavam lugares em instalações que, durante a guerra, seriam necessárias para soldados feridos e pessoas evacuadas de cidades bombardeadas. Elas eram alojadas e alimentadas às custas do Estado e tomavam o tempo de médicos e enfermeiros. Os nazistas não toleravam isso mesmo em tempos de paz, e não tolerariam em tempos de guerra, especialmente nos últimos anos da II Guerra Mundial, quando as condições ficaram tão terríveis na Alemanha. Como um dos principais médicos nazistas, o Dr. Hermann Pfannmüller, disse: "É insuportável para mim que o melhor, a flor de nossa juventude, perca sua vida no front, enquanto elementos associais, débeis mentais e irresponsáveis tenham uma existência segura no asilo".
Mesmo antes dos nazistas chegaram ao poder, o movimento eugênico alemão teve uma extrema, liderança de Alfred Hoche e Karl Binding, que já em 1920 tinha defendido matar aqueles com vidas julgadas "indigna de ser vivida" (lebensunwertes Leben). A Alemanha nos anos após a Primeira Guerra Mundial foi particularmente suscetível às ideias desse tipo. Eles interpretaram que o darwinismo sugeriu que uma nação deve promover a propagação de genes "benéficos" e evitar a propagação dos "nocivos". Robert Lifton observa: "O argumento foi que os melhores jovens morreram na guerra, causando uma perda de Volk dos melhores genes disponíveis. Os genes de quem não luta (os piores genes), então proliferam livremente, acelerando a degeneração biológica e cultural".
Essas visões ganharam terreno a partir de 1930, quando a  Depressão causou cortes drásticos no financiamento de hospitais psiquiátricos, criando miséria e superlotação. A maioria dos eugenistas alemães já eram fortemente nacionalistas e antissemitas, e logo abraçaram o regime nazista com entusiasmo. Muitos foram nomeados para cargos no Ministério da Saúde e institutos de pesquisa alemão, e suas ideias foram sendo adotadas pela maioria da classe médica alemã, das quais médicos judeus e comunistas foram logo eliminados.
Durante a década de 1930, o Partido Nazista realizou uma campanha de propaganda em favor da "eutanásia". O Escritório Nacional Racial e Políticos Socialista (NSRPA) produziu folhetos, cartazes e curtas-metragens a serem exibidos em cinemas, apontando para os alemães o custo de manutenção de asilos para os doentes incuráveis e insanos. Estes filmes incluem A herança (Das Erbe, 1935), A vítima do passado (Opfer der Vergangenheit, 1937), que teve uma grande première em Berlim e foi exibido em todos os cinemas alemães; e Eu Acuso (Ich klage an, 1941) foi baseado em um romance do Dr. Hellmuth Unger, um consultor para o programa de eutanásia infantil.

## Assassinato de crianças

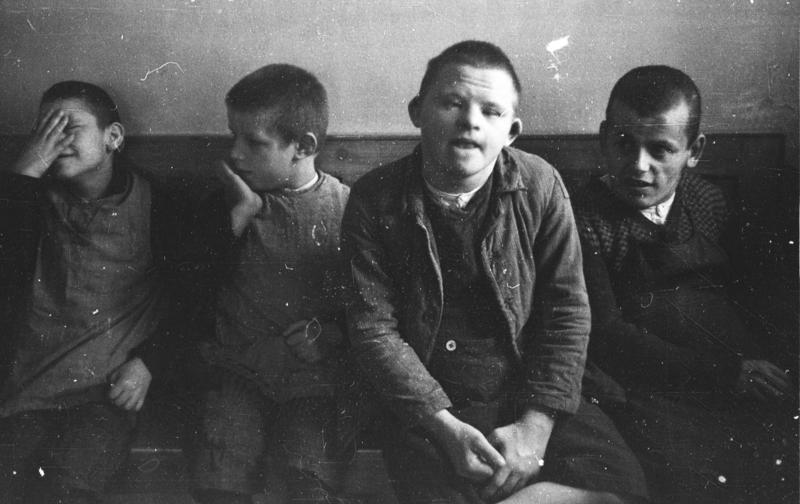
Hospital psiquiátrico de Schönbrunn, 1934. Foto do fotógrafo da SS, Franz Bauer

Havia seis centros psiquiátricos de extermínio: Bernburg, Centro de Eutanásia de Brandenburg, Centro de Eutanásia de Grafeneck, Centro de Eutanásia de Hadamar, Centro de Eutanásia de Hartheim e Centro de Eutanásia de Sonnenstein. Esses centros desempenharam um papel crucial no que se tornou o Holocausto.
No verão de 1939, os pais de uma criança severamente deformada (identificada em 2007 como sendo chamada Gerhard Kretschmar), nascida perto de Leipzig, escreveu a Hitler por sua permissão para que seu filho fosse condenado à morte. Hitler aprovou e autorizou a criação do "Comitê do Reich para o Registro Científico de Doenças Hereditárias e Congênitas" (Reichsausschuss zur wissenschaftlichen Erfassung erb- und anlagebedingter schwerer Leiden), liderado por Karl Brandt, seu médico pessoal, administrado por Herbert Linden do Ministério Interior e Viktor Brack SS-Oberführer. Brandt e Bouhler foram autorizados a aprovar candidaturas para matar crianças em circunstâncias semelhantes, embora Bouhler deixou os detalhes para os subordinados, SA-Oberführer Werner Blankenburg e Brack.
Esse precedente foi usado para estabelecer um programa de matar crianças com deficiências graves a partir do qual o elemento consentimento do "guardião" logo desapareceu. A partir de agosto, o Ministério do Interior exigiu de médicos e parteiras reportarem todos os casos de recém-nascidos com deficiências graves. Aqueles que seriam mortos eram "todas as crianças menores de três anos de idade, na qual qualquer um das seguintes doenças hereditárias fossem 'suspeitas': idiotia e Síndrome de Down (especialmente quando associada à cegueira e surdez); microcefalia, hidrocefalia; malformações de todos os tipos, especialmente de membros, cabeça e coluna vertebral e paralisia, incluindo condições de espástica". Os relatórios foram avaliadas por um painel de peritos médicos, dos quais três eram obrigados a dar a sua aprovação antes que uma criança fosse morta.
Vários métodos de engano foram usados para obter o consentimento - particularmente nas áreas católicas, onde os pais eram geralmente não-cooperativos. Os pais foram informados de que seus filhos estavam sendo enviados para "Seções Especiais" para as crianças, onde elas receberiam um tratamento melhor. As crianças enviadas para esses centros eram mantidas para "avaliação" durante algumas semanas e depois mortas por injeção de produtos químicos tóxicos, tipicamente fenol; suas mortes foram registradas como "pneumonia". As autópsias foram geralmente realizadas e foram tomadas amostras do cérebro a ser utilizado para "a investigação médica". Isto, aparentemente ajudou a aliviar as consciências de muitos dos envolvidos, uma vez que lhes deu a sensação de que as crianças não morreram em vão e que todo o programa tinha uma finalidade médica genuína.
Quando a guerra eclodiu em setembro de 1939, o programa adotou padrões menos rigorosos de avaliação e um processo de aprovação mais rápido. Expandiu-se para incluir crianças mais velhas e adolescentes. As condições cobertas também se expandiram e passaram a incluir várias deficiências limítrofes ou limitações em crianças de diferentes idades, que culminou com o assassinato daqueles designados como delinquentes juvenis. Crianças judias poderiam ser adicionadas, principalmente porque eram judias; e em uma das instituições, um departamento especial foi criado para "Mestiços judaico-ariano menores". Ao mesmo tempo, um aumento de pressão foi colocada sobre os pais a concordarem que seus filhos fossem mandados embora. Muitos pais suspeitavam do que estava realmente acontecendo, especialmente quando se tornou evidente que as instituições para crianças com deficiências estavam sendo sistematicamente esvaziadas e recusavam consentimento. Os pais foram avisados de que eles poderiam perder a custódia de todos os seus filhos se isso não fosse suficiente, os próprios pais poderiam ser ameaçados a "cumprir com a obrigação". Em 1941, mais de 5 000 crianças foram mortas. A última criança a ser morta no âmbito da Ação T4 foi Richard Jenne em 29 de Maio de 1945 na enfermaria do Hospital Kaufbeuren-Irsee na Baviera, mais de três semanas após as tropas dos EUA já terem ocupado a cidade.

## Assassinato de adultos

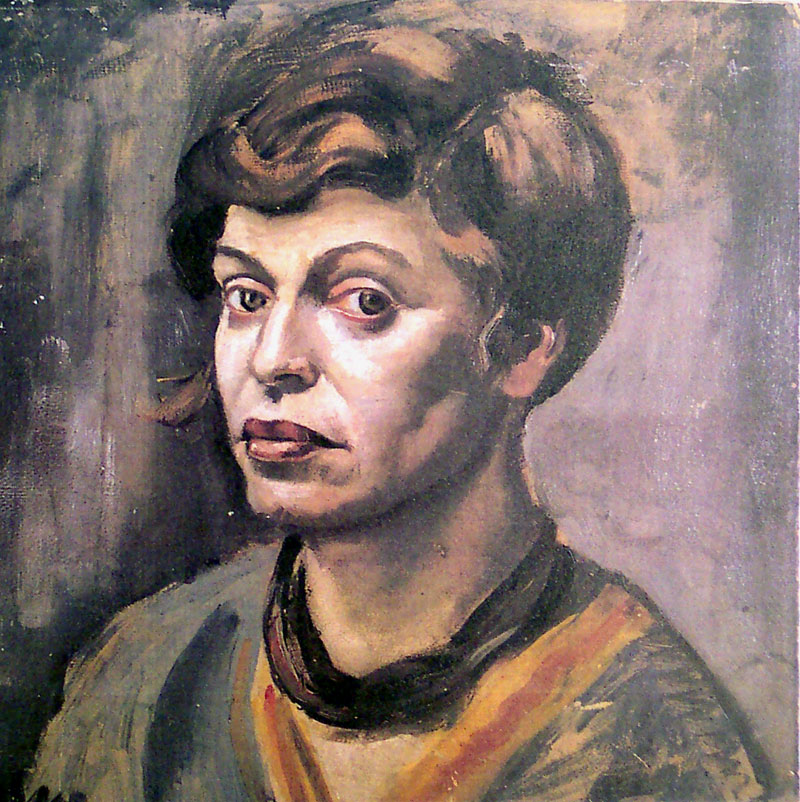
Autorretrato de Elfriede Lohse-Wächtler que foi assassinada no centro de Sonnenstein

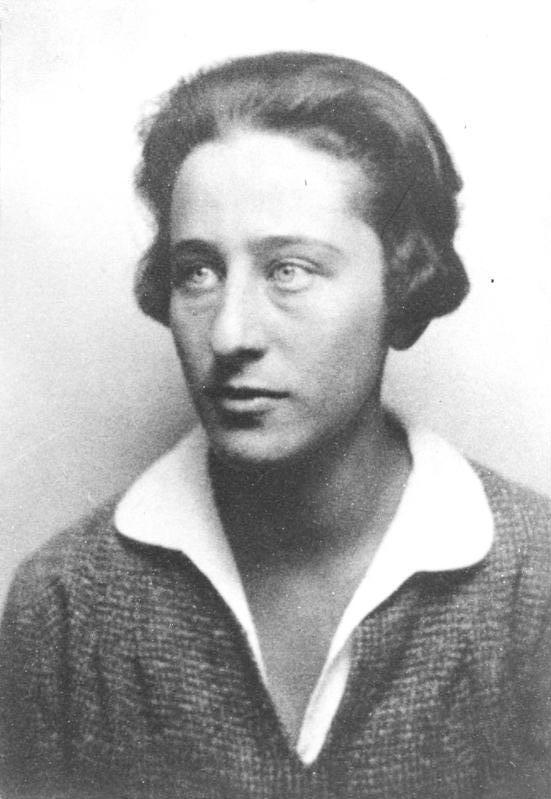
Olga Benário Prestes em 1928, mais tarde morta no centro de Bernburg

Brandt e Bouhler logo desenvolveram planos para expandir o programa a adultos. Em julho de 1939, eles realizaram uma reunião com a presença do Dr. Leonardo Conti, o líder do Reich da Saúde e secretário estadual da saúde no Ministério do Interior e o Professor Werner Heyde, chefe do departamento médico da SS. Esta reunião tinha feito arranjos preliminares para um registo nacional de todas as pessoas institucionalizadas com doenças mentais ou deficiências físicas.
Os primeiros adultos com deficiência a serem mortos pelo regime nazista, no entanto, não eram alemães, mas poloneses, os oficiais SS do Einsatzkommando 16 eliminou poloneses de hospitais e asilos mentais em Wartheland, uma região ao oeste da Polônia que fora destinada a incorporação à Alemanha e reassentamento de alemães étnicos após a conquista alemã da Polônia. Na área de Reichsgau Danzig-Prússia Ocidental (atual Gdańsk), cerca de 7 000 presos poloneses de várias instituições foram baleados, enquanto 10 000 foram mortos na área da Gdynia. Foram tomadas medidas semelhantes em outras áreas da Polônia destinadas a serem anexadas à Alemanha. Em Posen (a ocupada Poznań), centenas de pacientes foram mortos por meio de gás monóxido de carbono  em uma câmara de gás improvisada desenvolvida pelo Dr. Albert Widmann, químico chefe da Polícia Criminal Alemão (Kripo). Em dezembro de 1939, o chefe da SS, Heinrich Himmler, testemunhou um desses gaseamento, garantindo que esta invenção viria a ser usada para fins mais amplos.
A ideia de matar os pacientes mentais "inúteis" logo se espalhou a partir da Polônia ocupada para áreas adjacentes da própria Alemanha, provavelmente porque o Partido Nazista e oficiais da SS nessas áreas estavam mais familiarizados com o que estava acontecendo na Polônia. Estas também foram as áreas onde os alemães feridos na campanha polonesa esperavam para ser acomodados, criando uma demanda por espaço hospitalar. O Gauleiter da Pomerânia, Franz Schwede-Coburg, enviou 1 400 pacientes de cinco hospitais da Pomerânia para a Polónia, onde foram fuzilados. O Gauleiter da Prússia Oriental, Erich Koch, da mesma forma teve 1 600 pacientes mortos. Ao todo, mais de 8 000 alemães foram mortos nesta onda inicial de mortes. Estas execuções foram realizadas por iniciativa das autoridades locais, apesar de Himmler certamente conhecer e aprová-las.

## Mortes por gás
Inicialmente os pacientes foram mortos por injeção letal, o mesmo método estabelecido para matar crianças, mas a lentidão e ineficiência deste método para matar adultos, que precisavam de doses maiores de medicamentos cada vez mais escassos e caros e que estavam mais propensos a precisar de contenção, foi logo aparente. Hitler recomendou à Brandt que o gás monóxido de carbono fosse usado. Em seu julgamento, Brandt descreveu isto como um "grande avanço na história da medicina". O primeiro gaseamento ocorreu no Centro de Eutanásia Brandenburg em janeiro de 1940, sob a supervisão de Widmann, Becker e Christian Wirth, um oficial da Kripo (polícia criminal) que viria a desempenhar um papel de destaque na "solução final" ao extermínio dos judeus. Viktor Brack foi chefe dessas operações.

## Números de vítimas
| Número de vítimas da Ação T4 (dados oficiais) 1940 – setembro de 1941              | Número de vítimas da Ação T4 (dados oficiais) 1940 – setembro de 1941 | Número de vítimas da Ação T4 (dados oficiais) 1940 – setembro de 1941 | Número de vítimas da Ação T4 (dados oficiais) 1940 – setembro de 1941 | Número de vítimas da Ação T4 (dados oficiais) 1940 – setembro de 1941 | Número de vítimas da Ação T4 (dados oficiais) 1940 – setembro de 1941 |
| ---------------------------------------------------------------------------------- | --------------------------------------------------------------------- | --------------------------------------------------------------------- | --------------------------------------------------------------------- | --------------------------------------------------------------------- | --------------------------------------------------------------------- |
| Centro T4                                                                          | operação                                                              | operação                                                              | número de vítimas                                                     | número de vítimas                                                     | número de vítimas                                                     |
| Centro T4                                                                          | de                                                                    | até                                                                   | 1940                                                                  | 1941                                                                  | total                                                                 |
| Centro de eutanásia de Grafeneck                                                   | 20 de janeiro de 1940                                                 | dezembro 1940                                                         | 9 839                                                                 | ---                                                                   | 9 839                                                                 |
| Centro de eutanásia de Brandenburg                                                 | 8 de fevereiro de 1940                                                | outubro 1940                                                          | 9 772                                                                 | ---                                                                   | 9 772                                                                 |
| Centro de eutanásia de Bernburg                                                    | 21 novembro 1940                                                      | 30 julho 1943                                                         | ---                                                                   | 8 601                                                                 | 8 601                                                                 |
| Centro de eutanásia de Hartheim                                                    | 6 de maio de1940                                                      | dezembro 1944                                                         | 9 670                                                                 | 8 599                                                                 | 18 269                                                                |
| Centro de eutanásia de Sonnenstein                                                 | junho 1940                                                            | setembro 1942                                                         | 5 943                                                                 | 7 777                                                                 | 13 720                                                                |
| Centro de eutanásia de Hadamar                                                     | janeiro 1941                                                          | 31 de julho de 1942                                                   | ---                                                                   | 10 072                                                                | 10 072                                                                |
| total geral:                                                                       | total geral:                                                          | total geral:                                                          | 35 224                                                                | 35 049                                                                | 70 273                                                                |
| Fonte : Documento 87, P. 232 cit. in Ernst Klee. Dokumente zur “Euthanasie”, 1985. |                                                                       |                                                                       |                                                                       |                                                                       |                                                                       |

## Oposição

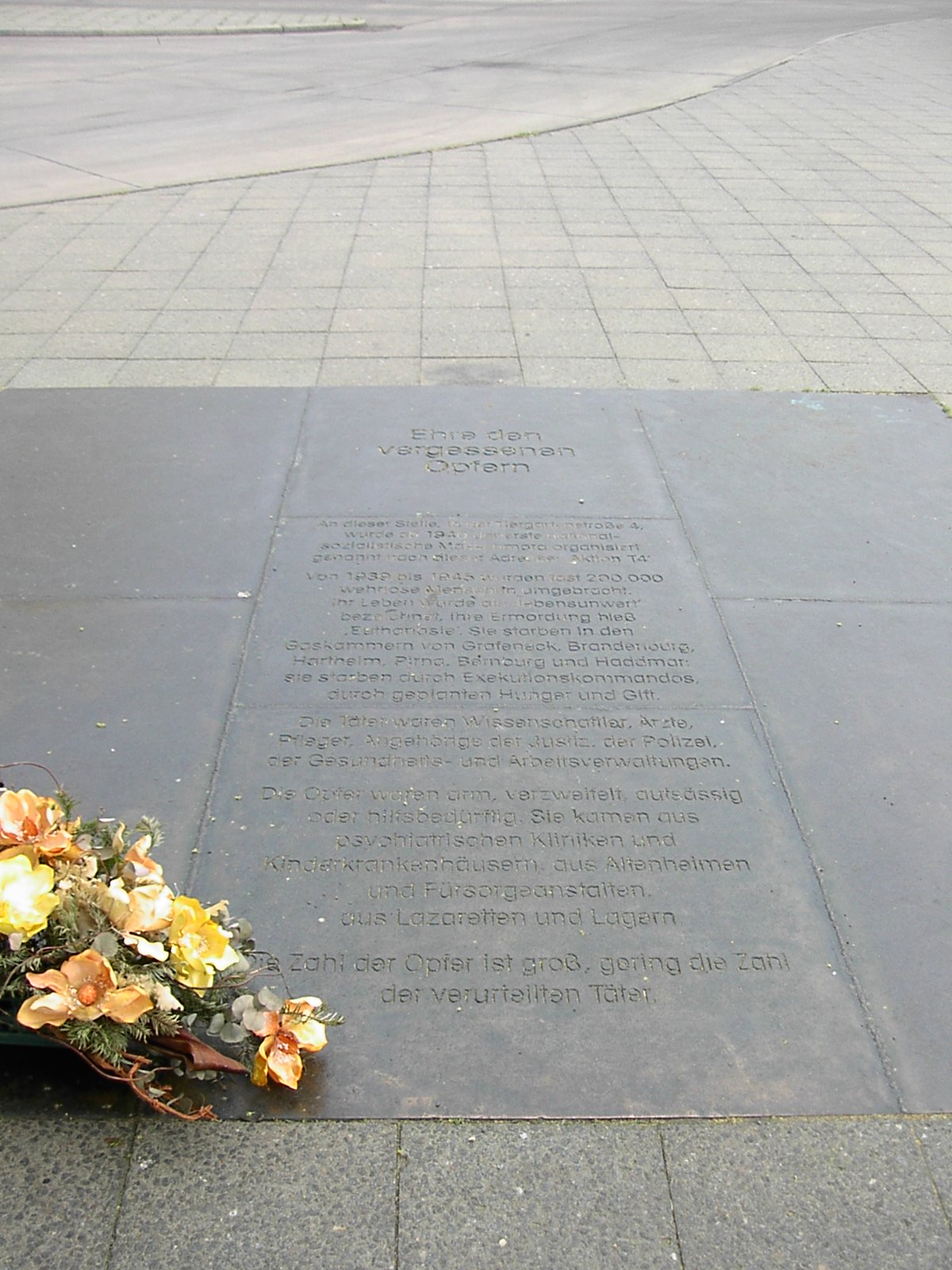
Uma placa afixada na calçada no número 4 Tiergartenstraße recorda as vítimas do programa de eutanásia nazista

Hitler e seus assessores sabiam desde o início que um programa de matar um grande número de alemães com deficiência seria impopular entre o público alemão. Embora Hitler tivesse uma política fixa de não emitir instruções escritas para as políticas relacionadas que viriam a ser classificadas pelas Nações Unidas e outros partidos, como crimes contra a humanidade, ele fez uma exceção quando forneceu Bouhler e Brack uma autorização por escrito para o programa T4 em carta confidencial de outubro de 1939. Isto foi aparentemente para superar a oposição dentro da burocracia estatal alemã - o ministro da Justiça, Franz Gurtner, precisava da carta de Hitler em agosto de 1940 para ganhar sua cooperação.
Hitler disse a Bouhler desde o início que: "A chancelaria do Führer não deve, em nenhuma circunstância, ser vista como ativa nesta matéria". Havia uma necessidade particular de precaução em áreas católicas, que, após as anexações da Áustria e dos Sudetos, em 1938, incluiu quase a metade da população da Grande Alemanha e onde a opinião pública pudesse vir a ser hostil. Em março de 1940, um relatório confidencial do  SD da Áustria alertou que o programa de matança deveria ser implementada com cautela", a fim de evitar uma provável reação da opinião pública durante a guerra". A oposição persistiu dentro da burocracia. Um juiz de distrito e membro da Igreja da Confissão, Lothar Kreyssig, escreveu a Gurtner protestando que o programa T4 era ilegal (já que nenhuma lei ou decreto formal de Hitler o autorizava); Gurtner respondeu: "Se você não pode reconhecer a vontade do Führer como fonte de direito, então você não pode continuar a ser um juiz" e assim demitiu Kreyssig.
Em janeiro de 1939, no entanto, Brack encomendou uma papelada ao Dr. Joseph Mayer, professor de Teologia Moral na Universidade de Paderborn, sobre as reações prováveis das igrejas no caso de um programa de eutanásia do estado ser instituído. Mayer - um defensor de longa data da eutanásia - informou que as igrejas não se oporiam a tal programa se ele fosse visto a ser de interesse nacional. Brack mostrou este papel a Hitler em julho e ele pode ter aumentado sua confiança de que o programa de "eutanásia" seria aceitável para a opinião pública. Quando Gitta Sereny entrevistou Mayer pouco antes de sua morte em 1967, ele negou que tivesse aprovado matar pessoas com deficiência, mas desde que cópias destes documentos não sabidas existirem, isso não pode ser determinado.

### Ação da igreja

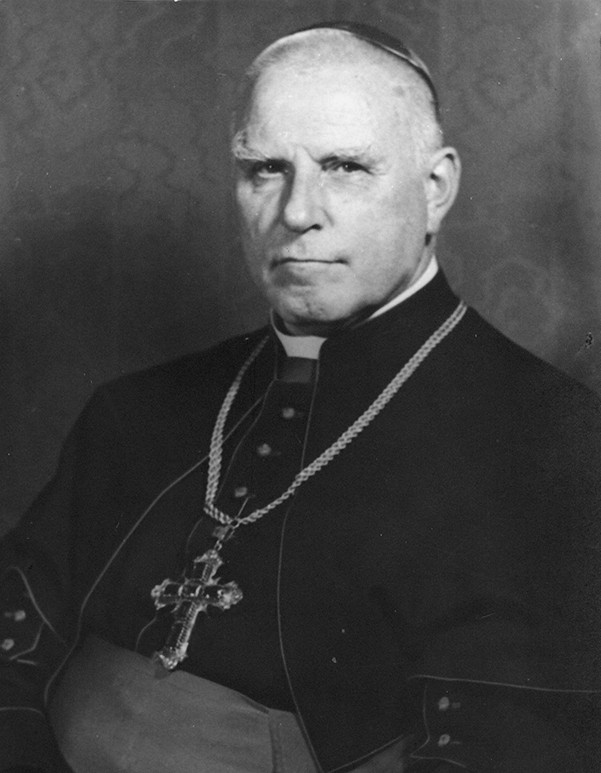
Clemens August Graf von Galen

Durante 1940 e 1941 alguns clérigos protestantes protestaram contra a T4, mas nenhum fez qualquer comentário público. O bispo Theophil Wurm, presidente da Igreja Evangélica Luterana em Württemberg, escreveu uma forte carta ao Ministro do Interior, Frick, em março de 1940. Em 4 de dezembro de 1940, Reinhold Sautter, Supreme Conselheiro da Igreja Conselheiro do Estado de Württemberg, censurou o Conselheiro Ministerial nazista Eugen Stähle pelos assassinatos no Castelo Grafeneck, este último, em seguida, confrontou-o com o parecer do governo nazista, que "O quinto mandamento: 'não matarás', não é um mandamento de Deus, mas uma "invenção judaica" e não pode reivindicar qualquer validade.
Outros que protestaram foram o teólogo luterano Friedrich von Bodelschwingh, que era diretor da Instituição Betel para epilépticos em Bielefeld e o Pastor Paul-Gerhard Braune, diretor do Instituto Hoffnungstal perto de Berlim. Ambos usaram suas conexões com o regime para negociar isenções para suas instituições: Bodelschwingh negociou diretamente com Brandt e indiretamente com Hermann Göring, cujo primo era um psiquiatra proeminente. Braune teve reuniões com o ministro da Justiça, Gurtner, que estava sempre em dúvida sobre a legalidade do programa, e mais tarde escreveu uma carta com palavras fortes para Hitler protestando contra isso: Hitler não a leu, mas foi contada a ele por Lammers. Em geral, porém, a igreja protestante estava mais envolvida com o regime nazista do que foi o caso para os católicos e não estava disposta a criticar suas ações.

## Legado pós-guerra

### Julgamento dos Médicos

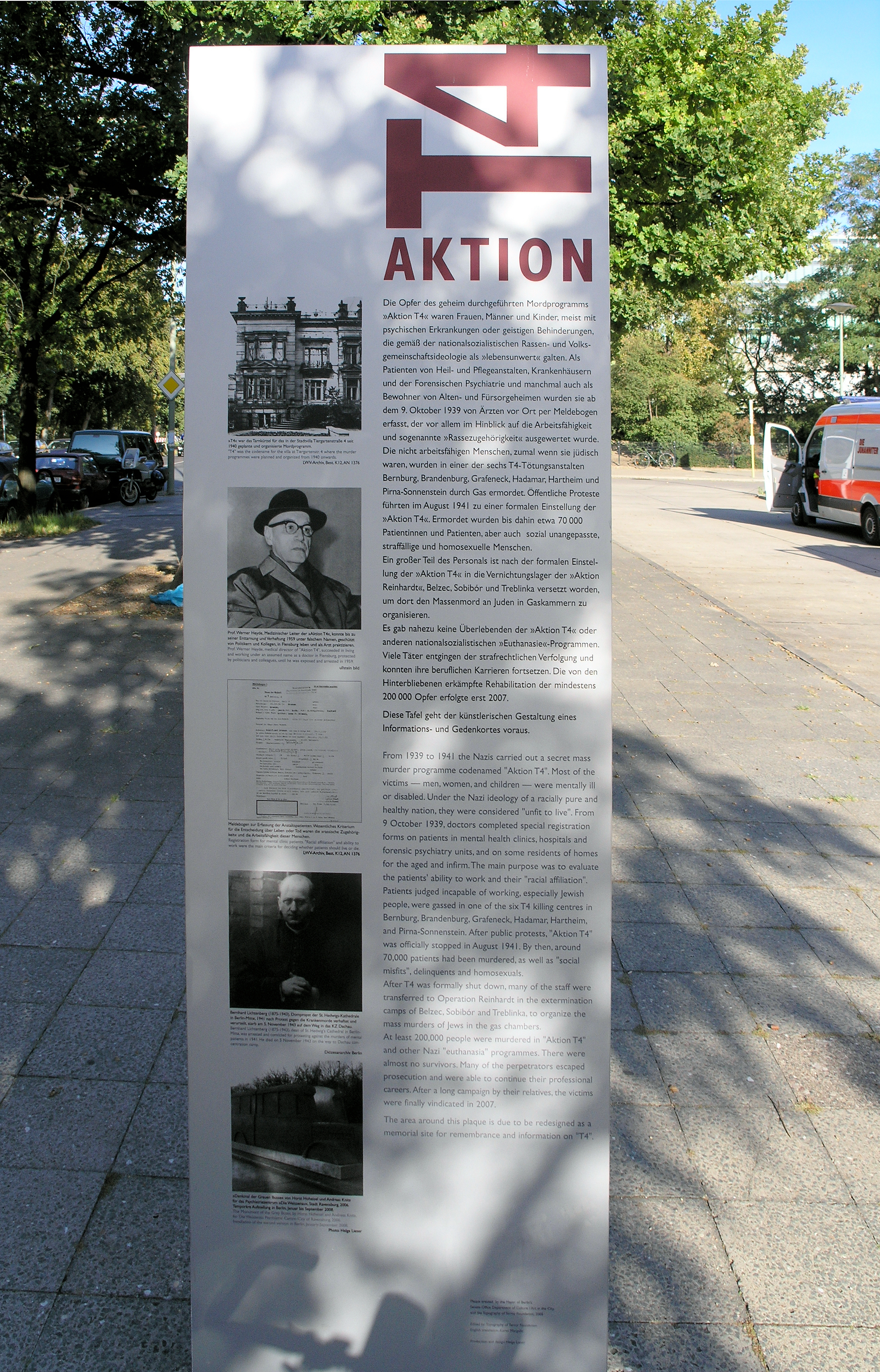
Memorial, Aktion T4, Tiergartenstraße 4, em Tiergarten, Berlim, Alemanha

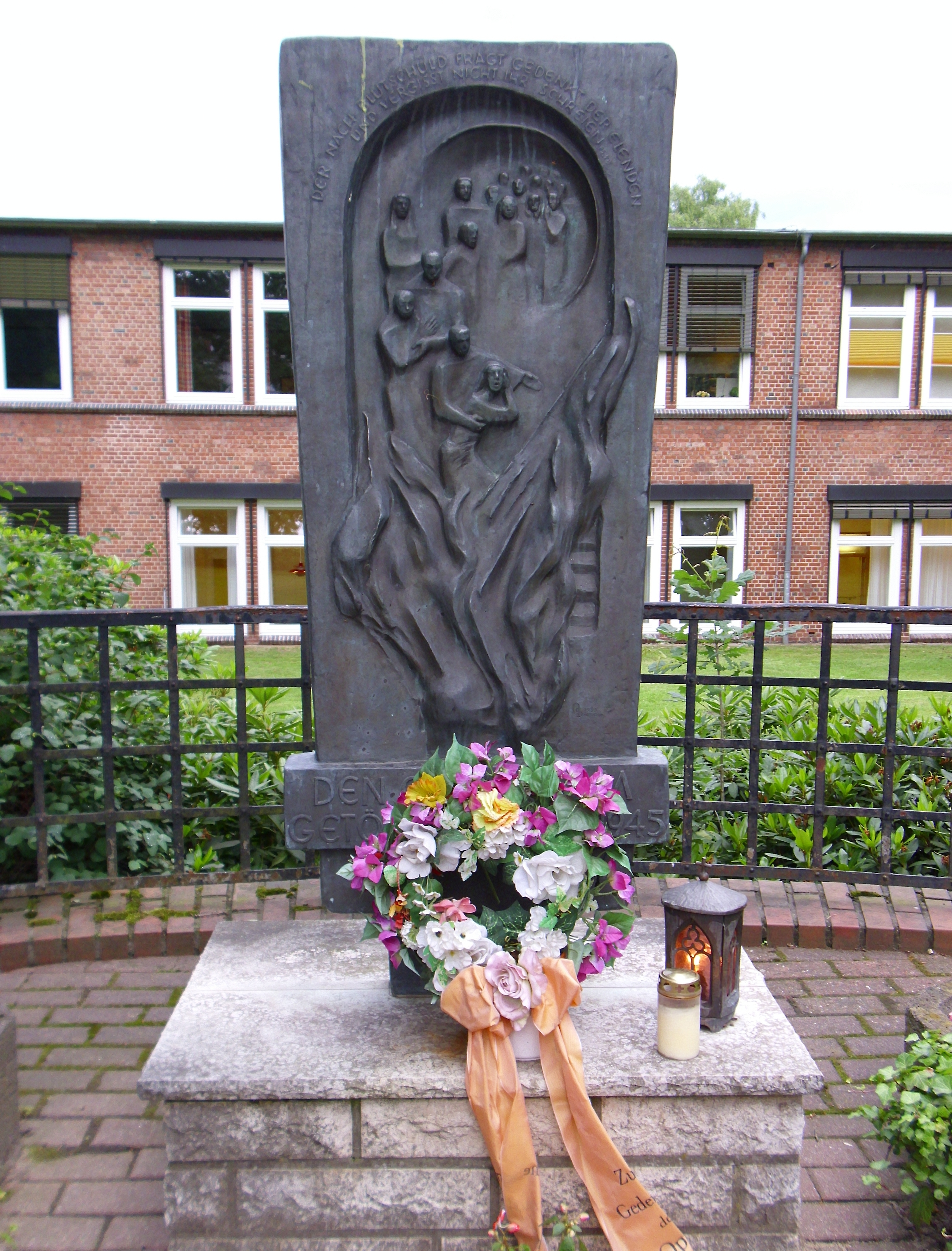
Memorial de pedra em memória das vítimas de eutanásia

Em dezembro de 1946, um tribunal militar norte-americano (comumente chamado de Processo contra os médicos julgou 23 médicos e administradores por seus papéis em crimes de guerra e crimes contra a humanidade. Esses crimes incluíram o assassinato sistemático daqueles considerados "indignos de viver", incluindo pessoas com deficiência intelectual, doentes mentais e pessoas com deficiência física institucionalizados. Depois de 140 dias de processo, incluindo o depoimento de 85 testemunhas e a apresentação de 1 500 documentos, em agosto de 1947, o tribunal pronunciou 16 réus culpados. Sete foram condenados à morte e executados em 2 de junho de 1948. Eles incluíram Dr. Karl Brandt e Viktor Brack.
Também em 1945, sete membros da equipe do instituto Hadamar foram julgados pela morte de cidadãos soviéticos e poloneses, mas não pela matança em grande escala de cidadãos alemães no instituto. Alfons Klein, Karl Ruoff e Wilhelm Willig foram condenados à morte e executados, os outros quatro receberam longas penas de prisão.

### Outros envolvidos no programa
- August Becker, inicialmente condenado a três anos após a guerra, em seguida, em 1960, foi julgado novamente e condenado a 10 anos de prisão que serviu pouco tempo por motivos de saúde. Morreu em 1967.
- Werner Blankenburg, viveu sob um pseudônimo e morreu em 1957.
- Philipp Bouhler, se matou em cativeiro, maio de 1945.
- Leonardo Conti, se enforcou em cativeiro, 6 de outubro de 1945.
- Dr Ernst-Robert Grawitz suicidou-se pouco antes do fim da Alemanha nazista, em abril de 1945.
- Dr Herbert Linden, suicidou-se em 1945.
- Werner Heyde, depois de ter escapado a detecção por 18 anos, suicidou-se em 1964, antes de ser levado a julgamento.
- Dr Heinrich Gross foi julgado duas vezes. Uma sentença foi anulada e outra foi suspensa, morreu em 2005.
- Lorenz Hackenholt, desapareceu em 1945.[62]
- Erich Koch cumpriu pena na prisão desde 1950 até sua morte, em 1986.
- Erwin Lambert, morreu em 1976.[62]
- Dr Friedrich Mennecke morreu em 1947 enquanto aguardava julgamento.
- Philipp, Landgrave de Hesse, o governador de Hesse-Nassau, não foi julgado por sua participação no programa T4, ele morreu em 1980.
- Paul Nitsche foi julgado e executado por um tribunal da Alemanha Oriental em 1948.
- Professor Carl Schneider se enforcou em sua cela na prisão em 1946, enquanto aguardava julgamento.
- Franz Schwede foi condenado a 10 anos de prisão em 1948 e foi perdoado em 1956, morreu em 1960.
- Dr. Ernst Illing foi o diretor da Clínica Psiquiátrica-Neurológica da Criança Am Spielgrund em Viena , onde matou cerca de 200 crianças, sentenciado à morte em 18 de julho de 1946.[63]
- Dr. Marianne Türk, foi uma médica na Clínica Psiquiátrica-Neurológica da Criança Am Spielgrund em Viena onde junto com Ernst Illing; assassinou 200 crianças. Ela foi condenada a 10 anos de prisão em 18 de julho de 1946.[63]

O Ministério da Segurança do Estado da Alemanha Oriental tinha cerca de 30 mil arquivos do projeto T4 guardado em seus arquivos. Esses arquivos se tornaram disponíveis para o público em 1990 com a Reunificação Alemã, isto desencadeou uma nova onda de pesquisas.